# Cuphea cyrilli-nelsonii
Cuphea cyrilli-nelsonii là một loài thực vật có hoa trong họ Lythraceae. Loài này được Zúniga mô tả khoa học đầu tiên năm 1994.